# Scaphochlamys polyphylla
Scaphochlamys polyphylla är en enhjärtbladig växtart som först beskrevs av Karl Moritz Schumann, och fick sitt nu gällande namn av Brian Laurence Burtt och Rosemary Margaret Smith. Scaphochlamys polyphylla ingår i släktet Scaphochlamys och familjen Zingiberaceae. Inga underarter finns listade i Catalogue of Life.